# Пумененго
Пумененго (итал. Pumenengo) је насеље у Италији у округу Бергамо, региону Ломбардија.
Према процени из 2011. у насељу је живело 1252 становника. Насеље се налази на надморској висини од 109 м.

## Становништво
Према резултатима пописа становништва 2011. у општини је живело 1.936 становника.
| 1931. | 1936. | 1951. | 1961. | 1971. | 1981. | 1991. | 2001. | 2011. |
| ----- | ----- | ----- | ----- | ----- | ----- | ----- | ----- | ----- |
| 2.011 | 1.922 | 1.930 | 1.538 | 1.297 | 1.445 | 1.456 | 1.488 | 1.936 |